# Shabab Al-Ordon Club
El Shabab Al-Ordon Club (en árabe: نادي شباب الأردن‎; que significa Club Joven de Jordania) es un club de fútbol de Jordania, de la ciudad de Amán. Fue fundado en 2002 y juega en la Liga Premier de Jordania.

## Historia
El equipo fue fundado en 2002, y en su primer año consiguió ascender a Primera División. Conquistó su primer título de Liga en 2006. En 2007 ganó la Copa AFC.

## Uniforme
- Uniforme titular: Camiseta rojiblanca, pantalón rojo y medias rojas.
- Uniforme alternativo: Camiseta negro y blanco, pantalón y medias blancas.

## Estadio
El Shabab Al Ordon juega en el Estadio Internacional de Ammán. Tiene capacidad para 25000 personas.

## Jugadores

### Jugadores destacados
| - Essam Abu Touk - Othman Al-Hasanat - Bassam Al-Khatib - Odai Al-Saify - Abdallah Deeb - Mohannad Maharmeh - Saleh Nimer - Mustafa Shehdeh - Osama Talal - Daniel Olerum - Ahmed Keshkesh | - Fadi Lafi - José Pedrosa Galán - Adlen Griche - López Kartino - Venus da Silva Salas - Ulrich Kapolongo - Harris Tchilimbou - Adwardo Afuom - Haidar Abdul-Amir - Alaa Abdul-Zahra - Ahmed Mohammad | - Andy Alexander - Deiub Baba - Iyad Abdul-Karim - Abdulrahman Akkari - Basel Al Ali - Abdulhadi Al Hariri - Ahmad Haj Mohamad - Mohamad Hamwi - Aatef Jenyat - Rafat Muhammad - Ahmad Omaier |

## Entrenadores
- Issa Al-Turk (2004-05)
- Nizar Mahrous (2005–08)
- Jamal Mahmoud (2007-08)
- Mohammad Omar (2008)
- Jamal Abu Abed (2009)[4]
- Nazar Ashraf (2009)[4]
- Jamal Abu Abed (2009)
- Aristica Cioaba (2009)
- Dragan Talajić (2009–10)
- Ra'ed Assaf (2008–11)
- Tom Saintfiet (2011)[5]
- Ra'ed Assaf (interino- 2011)[5]
- Emad Dahbour (2011)[6][7]
- Alaa' Nabeel (2011–12)[8]
- Florin Motroc (2012–13)
- Maher Bahri (2013)
- Ahmed Abdel-Qader (2013)
- Eugen Moldovan (2013-14)
- Ali Kmeikh (2014)
- Mohamed Al-Yamani (2014-15)
- Jamal Mahmoud (2015-17)
- Issa Al-Turk (2017-18)
- Zé Nando (2018)[9][10]
- Mahmoud Al-Hadid (2018-presente)[3]

## Palmarés

### Torneos nacionales
- Liga Premier de Jordania (2): 2005-06, 2012-13

- Copa de Jordania(2): 2005-06, 2006-07

- Copa FA Shield de Jordania (2): 2007, 2016

- Supercopa de Jordania (2): 2007, 2013

### Torneos internacionales
- Copa AFC (1): 2007

## Participación en competiciones de la AFC
| Temporada | Torneo                      | Ronda            | Club                | Casa       | Visita | Global      |
| --------- | --------------------------- | ---------------- | ------------------- | ---------- | ------ | ----------- |
| 2007      | Copa de la AFC              | Grupos           | Al Nejmeh Beirut    | 2-0        | 1-2    | 1º Lugar    |
| 2007      | Copa de la AFC              | Grupos           | Al-Saqr Ta'izz      | 2-0        | 1-1    | 1º Lugar    |
| 2007      | Copa de la AFC              | Grupos           | Muscat FC           | 1-0        | 1-0    | 1º Lugar    |
| 2007      | Copa de la AFC              | Cuartos de final | SAFFC               | 5-0        | 0-3    | 5-3         |
| 2007      | Copa de la AFC              | Semifinales      | Al Nejmeh Beirut    | 1-0        | 0-0    | 1-0         |
| 2007      | Copa de la AFC              | Final            | Al-Faisaly          | 1-0        | 0-0    | 1-0         |
| 2008      | Copa de la AFC              | Grupos           | Al-Nahda FC         | 1-1        | 0-1    | 2º Lugar    |
| 2008      | Copa de la AFC              | Grupos           | Al-Najma Club       | 3-2        | 0-0    | 2º Lugar    |
| 2008      | Copa de la AFC              | Grupos           | Al-Sha'ab Hadramaut | 1-1        | 2-2    | 2º Lugar    |
| 2010      | Copa de la AFC              | Grupos           | Al-Ahli San'a       | 6-1        | 1-0    | 2º Lugar    |
| 2010      | Copa de la AFC              | Grupos           | Saham Club          | 0-0        | 3-1    | 2º Lugar    |
| 2010      | Copa de la AFC              | Grupos           | Al Karamah FC       | 1-1        | 2-2    | 2º Lugar    |
| 2010      | Copa de la AFC              | Octavos de final | Kazma SC            | x          | 1-1    | 1-1 (7-6 p) |
| 2014      | Liga de Campeones de la AFC | 1                | Hidd SCC            | 1-3 (t.e.) | x      | 1-3         |